# Škoda Fabia
Škoda Fabia er en minibil produceret af Škoda Auto siden 1999. Det er afløseren for Škoda Felicia, som udgik i 2001. Fabiaen findes som hatchback, stationcar (kaldet Fabia Combi), sedan (kaldet Fabia Sedan) og varebil (kaldet Fabia Praktik) frem til 2007, hvor anden generation blev introduceret. Denne findes kun som hatchback, stationcar og varebil. Der er i øjeblikket ikke planlagt nogen sedanudgave af den nuværende Fabia[kilde mangler]. Fabia er baseret på samme platform som Volkswagen Polo og SEAT Ibiza.

## 6Y (1999−2007)
Første generation af Fabia (med den interne typekode 6Y) blev officielt introduceret på Frankfurt Motor Show i september 1999, og produktionen begyndte i oktober samme år. Stationcarversionen Fabia Combi blev introduceret på Paris Motor Show i september 2000. Fabiaen var den første model, som var baseret på Volkswagen AG's A04-platform, som den delte med Volkswagen Polo IV, Volkswagen Fox, SEAT Ibiza og SEAT Córdoba.
Programmet gik fra 1,0 Classic (som var billigere[kilde mangler] end Volkswagens mindre 3-dørs Lupo 1,0) til 1,9 TDI RS.
Modellen blev valgt til årets bil i Danmark i 2001.
En del af Fabiaens succes består i, at alle dens mekaniske dele var udviklet af eller i samarbejde med Volkswagen, men tilbudtes i pakkeløsninger som var prissat billigere end andre bilmodeller fra Volkswagen AG. Det eneste spor af ikke-Volkswagen Škoda i Fabiaen var 1.0 og 1.4 "MPI"-motorerne, som var modificerede udgaver af Škodas egen 1,3-motor, og som blev brugt i før-Volkswagen Škodaer som 130 og Favorit.
Fabiaen fik et facelift i 2005, med nye tågeforlygter og kølergitter, lidt anderledes baglygter, nyt rat og andre specifikationer. RS-modellen fik også ændret sin udveksling på sjette gear. Men vigtigst af alt blev Sport-modellen introduceret, med 1,4 55 kW (75 hk)-motoren i kombination med manuel gearkasse. Denne motor udgik hurtigt til fordel for 1,2 HTP, som ikke var lige så stærk men var meget mere omdrejningsvillig, hvilket gav et noget mere sporty følelse. Samtidig fik Sport-modellen ændret sit udstyr til også at omfatte røde sikkerhedsseler og tonede ruder fra B-søjlen til bagenden.
Igen i 2006 havde Fabia-serien introduceret på Geneve Motor Show mindre specifikationsændringer. Dette inkluderede nakkestøtte og trepunktssele i midten af bagsædet og valg mellem fire farver mere. 1,4 16V 55 kW (75 hk)-motoren blev nu afløst af en stærkere 1,4 16V 59 kW (80 hk)-motor.

### Billeder
- Škoda Fabia Sedan
- Škoda Fabia Sedan
- Škoda Fabia Combi
- Škoda Fabia Combi
- Škoda Fabia Praktik
- Kabine i Fabia RS

### Motorer
Forkortelsen MPI (Multi Point Injection) blev brugt af Škoda for at adskille disse modeller fra 16V-modellerne eller (i tilfælde af Octavia II) FSI-modellerne. 55 kW (75 hk)-versionen af 1,4 16V fandtes kun i kombination med Volkswagens firetrins automatiske gearkasse indtil introduktionen af senere Sport-modeller, hvor den var kombineret med en manuel gearkasse. 1,4 8V udgik i 2003, da den ikke kunne opfylde fremtidige emissionsnormer. Dens ydeevne var stærkt hæmmet[kilde mangler] af dens gammeldags OHV (stødstangs) design. Fabiaens ydeevne og brændstofforbrug placerede sig mellem bybiler og små mellemklassebiler, på grund af at den var større og tungere. Derimod var 1,2 HTP (High Torque Performance)-motoren udviklet specielt til Fabiaen og medførte bedre ydeevne og brændstoføkonomi, og blev senere også brugt i Volkswagens egen Polo.

#### Tekniske specifikationer[2][3][4][5][6]
Med undtagelse af 1.0 (50 hk), 1.2 HTP (54 hk) og 1.9 TDI RS (130 hk), som kun kunne fås til Fabia Hatchback, kunne alle motorvarianter fås til både Fabia Hatchback, Fabia Sedan og Fabia Combi.
| Model         | Cylindre | Ventiler | Slagvolume cm³ | Maks. effekt kW (hk) / omdr. | Maks. drejningsmoment Nm / omdr. | Motorkode             | 0-100 km/t sek. | Topfart km/t | Byggeår           |
| ------------- | -------- | -------- | -------------- | ---------------------------- | -------------------------------- | --------------------- | --------------- | ------------ | ----------------- |
| Benzinmotorer |          |          |                |                              |                                  |                       |                 |              |                   |
| 1.0 MPI [1]   | 4        | 8        | 997            | 37 (50) / 5000               | 84 / 2750                        | AQV / ATY / ARV       | 21,6            | 147          | 12/1999 − 4/2000  |
| 1.2 HTP       | 3        | 6        | 1198           | 40 (54) / 4750               | 106 / 3000                       | AWY / BMD             | 18,4            | 151          | 8/2002 − 12/2006  |
| 1.2 HTP       | 3        | 12       | 1198           | 47 (64) / 5400               | 112 / 3000                       | AZQ / BME             | 15,9            | 160          | 1/2003 − 12/2007  |
| 1.4 MPI       | 4        | 8        | 1397           | 44 (60) / 4500               | 118 / 2600                       | AZE / AZF             | 16,5            | 157          | 4/2000 − 2/2003   |
| 1.4 MPI       | 4        | 8        | 1397           | 50 (68) / 5000               | 120 / 2500                       | AME / AQW / ATZ       | 15,4            | 162          | 12/1999 − 4/2003  |
| 1.4 16V       | 4        | 16       | 1390           | 55 (75) / 5000               | 126 / 3800                       | APE / AUA / BBY / BKY | 13,8[2]         | 167[2]       | 4/2000 − 12/2007  |
| 1.4 16V       | 4        | 16       | 1390           | 59 (80) / 5000               | 132 / 3800                       | BUD                   | 13,0            | 173          | 4/2006 − 12/2007  |
| 1.4 16V       | 4        | 16       | 1390           | 74 (100) / 6000              | 126 / 4400                       | AUB / BBZ             | 11,5            | 185          | 12/1999 − 12/2007 |
| 2.0 MPI [1]   | 4        | 8        | 1984           | 85 (115) / 5200              | 170 / 2400                       | AZL / BBX             | 9,9             | 195          | 11/2000 − 12/2007 |
| 2.0 MPI [1]   | 4        | 8        | 1984           | 88 (120) / 5600              | 174 / 2400                       | ATF                   | 10,1            | 196          | 12/1999 − 11/2000 |
| Dieselmotorer |          |          |                |                              |                                  |                       |                 |              |                   |
| 1.4 TDI       | 3        | 6        | 1422           | 51 (69) / 4000               | 155 / 1600 − 2800                | BNM                   | 17,9            | 162          | 9/2005 − 12/2007  |
| 1.4 TDI       | 3        | 6        | 1422           | 55 (75) / 4000               | 195 / 2200                       | AMF                   | 14,2            | 168          | 6/2003 − 9/2005   |
| 1.4 TDI       | 3        | 6        | 1422           | 59 (80) / 4000               | 195 / 2200                       | BNV                   | 15,6            | 170          | 9/2005 − 12/2007  |
| 1.9 SDI       | 4        | 8        | 1896           | 47 (64) / 4000               | 125 / 1600 − 2800                | ASY                   | 17,9            | 158          | 12/1999 − 9/2005  |
| 1.9 TDI       | 4        | 8        | 1896           | 74 (100) / 4000              | 240 / 1800 − 2400                | ATD / AXR             | 11,5            | 185          | 12/1999 − 12/2007 |
| 1.9 TDI RS    | 4        | 8        | 1896           | 96 (130) / 4000              | 310 / 1900                       | ASZ / BLT             | 8,9             | 204          | 6/2003 − 12/2006  |

##### Fodnoter
[1] Denne motor findes ikke på det danske modelprogram

[2] 1.4 16V aut.: 0-100 km/t 17,0 sek., topfart 166 km/t

### Udstyrsniveauer
Ved introduktionen fandtes Fabia i tre forskellige udstyrsniveauer: Classic, Comfort og Elegance. Senere i Fabiaens levetid blev navnet Comfort droppet til fordel for navnet Ambiente, som passede bedre til resten af serien. Andre modeller, som fandtes i løbet af modellens levetid var bl.a. Ambiente SE, Blackline, Silverline, Sport, Bohemia (kun Combi) og RS. Forskellige sikkerhedsforanstaltninger og mindre ændringer blev med tiden gennemført. Modellerne Easy og Junior blev markedsført på østeuropæiske markeder, hvor priserne var lavere. Nogle af disse Fabiaer havde ikke lakerede kofangere eller handskerum. På disse markeder markedsførtes også Fabia Praktik, som var en varebilsudgave af Fabia, men uden vinduer og sæder bagi. En neddroslet version af 1,4 MPI med 44 kW (60 hk) blev også markedsført i Østeuropa.

### Sikkerhed
Fabia har gennemført kollisionstesten fra Euro NCAP med følgende resultater:
- Voksensikkerhed:
- Fodgængersikkerhed:

### Fabia RS
Fabia RS blev introduceret i 2003 og var ikke den første diesel-GTI, men derimod den første diesel-GTI uden benzindreven pendant. Motoren var Volkswagens 1,9-liters pumpe/dyse TDI-dieselmotor med 96 kW (130 hk) og 310 Nm ved 1900 omdr. pr. min., og med sekstrins manuel gearkasse. I Skotland blev den kåret som "Årets Dieselbil 2003". Modellen bliver i Storbritannien også beskattet lavt (klasse C), hvilket øger driftsomkostningerne i forhold til dens (normalt benzindrevne) konkurrenter.
Officielle angivelser fortæller, at 0 til 100 kilometer i timen tager 8,9 sekunder, mens diverse motorblade og websteder har målt til frem til hurtigere tider (omkring 7,0 til 7,5 sekunder) (Autocar: 7,1 sekunder, Auto Express: 8,1 sekunder, og FastHatchbacks.com: 8,5 sekunder). I gearene er accelerationstiden fra 80 til 113 km/h 5,6 sekunder, hvilket er hurtigere end BMW 330i, hvor det tager 6,0 sekunder. Fra 32 til 64 km/t på 2,4 sekunder er lige så hurtigt som Lotus Elise 111R. På trods af dette kan Fabia RS køre mere end 5,4 l/100 km. Ved forsigtig kørsel er nogle førere nået ned på 4-6 l/100 km over lange perioder. Fabia RS har en tophastighed på 204 km/t.
Fabia RS viser sig at være hurtigere end MINI Cooper til samme pris på Top Gears og Fifth Gears testbaner.
I 2007 blev der produceret 1.000 specialudgaver af Fabia RS med forskelligt nummererede sorte lædersæder, røde bremsecalipre, racerblå metallak og cd-skifter til 6 cd'er. Denne model blev kendt som Fabia RS SE.
Den sidste Fabia RS af første generation forlod samlebåndet i marts 2007, og blev registreret i Storbritannien i juli 2007.

## 5J (2007−2014)
Anden generation af Fabia (med den interne typekode 5J) blev officielt introduceret på Geneve Motor Show i marts 2007, og salget begyndte i april 2007. Modellen er stadigvæk baseret på PQ24-platformen, men er noget større end sin forgænger og benytter stilelementer fra MPV'en Roomster.
Shanghai Volkswagen Automotive introducerede den nye Fabia for offentligheden på Guangzhou Motor Show i 2008, og solgte den som 2009-model i Kina.
Stationcarversionen blev officielt annonceret på Frankfurt Motor Show i september 2007. I forhold til første generation er den nye Fabia Combi 7 mm længere og 46 mm højere, og bagagerummet er vokset med 54 liter (til totalt 480 liter). Motorudvalget er det samme som for hatchbackversionen, dog undtagen 1,2 44 kW (60 hk)-motoren.

### Motorer
Det oprindelige benzinmotorudvalg var en blanding af nyere Volkswagen-motorer og nogle overtaget fra forgængeren. Den mindste 1,2'er havde nu 44 kW (60 hk), mens den højereydende versions effekt steg til 51 kW (69 hk). Der fandtes kun én 1,4 16V-benzinmotor i programmet, med en maksimal effekt på 63 kW (86 hk). Topmodellen i benzinprogrammet var forsynet med 1,6 16V-motoren med 77 kW (105 hk). Denne motor kunne som ekstraudstyr fås med sekstrins tiptronic-gearkasse leveret af Aisin.
Dieselmotorudvalget bestod af de samme 1,4 TDI-motorer med 51 kW (69 hk) og 59 kW (80 hk) som forgængeren. Topmodellen i dieselprogrammet var 1,9 TDI med 77 kW (105 hk).
I 2010 blev motorudvalget opdateret samtidig med at modelserien blev faceliftet; dette blev introduceret på Geneve Motor Show i 2010. Modellen fås nu med turboladede benzinmotorer, hvilket giver en bedre brændstoføkonomi. Dieselmotorerne har nu commonrail-indsprøjtning og 4-ventilteknik.
Topmodellen RS har samme motor som Volkswagen Polo V GTI med 132 kW (179 hk). En syvtrins DSG-gearkasse er standardudstyr på RS-modellen og fås som ekstraudstyr til 1,2 TSI 77 kW (105 hk)-modellen.

#### Tekniske specifikationer

##### 2007−2010[19]
| Model                                                                                       | Cylindre | Ventiler | Slagvolume cm³ | Maks. effekt kW (hk) / omdr. | Maks. drejningsmoment Nm / omdr. | Motorkode  | 0-100 km/t sek. | Topfart km/t | Byggeår         |
| ------------------------------------------------------------------------------------------- | -------- | -------- | -------------- | ---------------------------- | -------------------------------- | ---------- | --------------- | ------------ | --------------- |
| Benzinmotorer                                                                               |          |          |                |                              |                                  |            |                 |              |                 |
| 1.2 HTP                                                                                     | 3        | 6        | 1198           | 44 (60) / 5200               | 108 / 3000                       | BBM / CHFA | 16,5            | 155          | 3/2007 − 4/2010 |
| 1.2 HTP                                                                                     | 3        | 12       | 1198           | 51 (69) / 5400               | 112 / 3000                       | BZG / CGPA | 14,9            | 163          | 3/2007 − 4/2010 |
| 1.4 16V                                                                                     | 4        | 16       | 1390           | 63 (86) / 5000               | 132 / 3800                       | BXW        | 12,3            | 174          | 3/2007 − 4/2010 |
| 1.6 16V                                                                                     | 4        | 16       | 1598           | 77 (105) / 5600              | 153 / 3800                       | BTS        | 10,1            | 190          | 3/2007 − 4/2010 |
| Dieselmotorer − partikelfilter fås som ekstraudstyr til 80 og 105 hk, findes ikke til 69 hk |          |          |                |                              |                                  |            |                 |              |                 |
| 1.4 TDI                                                                                     | 3        | 6        | 1422           | 51 (69) / 4000               | 155 / 1600 − 2800                | BNM        | 14,8            | 163          | 3/2007 − 4/2010 |
| 1.4 TDI                                                                                     | 3        | 6        | 1422           | 59 (80) / 4000               | 195 / 2200                       | BNV / BMS  | 13,2            | 172          | 3/2007 − 4/2010 |
| 1.9 TDI [1]                                                                                 | 4        | 8        | 1896           | 77 (105) / 4000              | 240 / 1800                       | BSW        | 10,8            | 190          | 3/2007 − 4/2010 |
| 1.9 TDI [2]                                                                                 | 4        | 8        | 1896           | 77 (105) / 4000              | 240 / 1900                       | BLS        | 10,8            | 190          | 3/2007 − 4/2010 |

[1] Uden partikelfilter

[2] Med partikelfilter

##### 2010−[20][21]
| Model                                   | Cylindre | Ventiler | Slagvolume cm³ | Maks. effekt kW (hk) / omdr. | Maks. drejningsmoment Nm / omdr. | Motorkode | 0-100 km/t sek. | Topfart km/t | Byggeår  |
| --------------------------------------- | -------- | -------- | -------------- | ---------------------------- | -------------------------------- | --------- | --------------- | ------------ | -------- |
| Benzinmotorer                           |          |          |                |                              |                                  |           |                 |              |          |
| 1.2 HTP                                 | 3        | 6        | 1198           | 44 (60) / 5200               | 108 / 3000                       | CHFA      | 16,5            | 155          | 3/2010 − |
| 1.2 HTP                                 | 3        | 12       | 1198           | 51 (69) / 5400               | 112 / 3000                       | CGPA      | 14,9            | 163          | 3/2010 − |
| 1.2 TSI                                 | 4        | 8        | 1197           | 63 (86) / 4800               | 160 / 1500 − 3500                | CBZA      | 11,7            | 177          | 3/2010 − |
| 1.2 TSI                                 | 4        | 8        | 1197           | 77 (105) / 5000              | 175 / 1550 − 4100                | CBZB      | 10,1            | 191          | 3/2010 − |
| 1.4 16V                                 | 4        | 16       | 1390           | 63 (86) / 5000               | 132 / 3800                       | CGGB      | 12,2            | 175          | 3/2010 − |
| 1.4 TSI RS [1]                          | 4        | 16       | 1390           | 132 (180) / 6200             | 250 / 2000 − 4500                |           | 7,3             | 224          | 3/2010 − |
| Dieselmotorer − partikelfilter standard |          |          |                |                              |                                  |           |                 |              |          |
| 1.2 TDI                                 | 3        | 12       | 1199           | 55 (75) / 4200               | 180 / 2000                       | CFWA      | 14,2            | 166          | 3/2010 − |
| 1.6 TDI [1]                             | 4        | 16       | 1598           | 55 (75) / 4000               | 195 / 1500 − 2000                | CAYA      | 14,1            | 166          | 3/2010 − |
| 1.6 TDI                                 | 4        | 16       | 1598           | 66 (90) / 4200               | 230 / 1500 − 2500                | CAYB      | 12,6            | 176          | 3/2010 − |
| 1.6 TDI                                 | 4        | 16       | 1598           | 77 (105) / 4400              | 250 / 1500 − 2500                | CAYC      | 10,9            | 188          | 3/2010 − |

[1] Denne motor findes ikke på det danske modelprogram

### Sikkerhed
Fabia har gennemført kollisionstesten fra Euro NCAP med følgende resultater:
- Voksensikkerhed =
- Børnesikkerhed =
- Fodgængersikkerhed =

### Udstyr
Anden generation af Fabia findes i udstyrsniveauerne Classic, Ambiente, Sport og Elegance. I Storbritannien er udstyrsniveauerne 1, 2, Sport, 3 og Greenline. I Indien er de Active, Classic, Ambiente og Elegance. Alle modeller, som sælges i EU, er udstyret med fører-, forsædepassager og sideairbags. Gardinairbags findes som ekstraudstyr. Alle modeller er udstyret med centrallåsesystem, som automatisk låser selv hvis ikke nøglen sidder i tændingslåsen og motorhjelmen er lukket. Det er en indbygget sikkerhedsforanstaltning, som forhindrer tyve i at kortslutte bilen og køre. For at gøre tyveri vanskeligt, kan bilen kun åbnes igen med nøglen, hvis den var låst med denne, hvilket betyder at man ikke kan knuse vinduet og åbne bilen indefra, hvis den var låst af ejeren.

### Priser
2007: Serbien: Årets bil 2007

### Billeder
- Škoda Fabia hatchback
- Škoda Fabia hatchback
- Škoda Fabia Combi
- Škoda Fabia Combi
- Škoda Fabia Scout
- Škoda Fabia Scout
- Škoda Fabia RS
- Kombiinstrument